# Holcus lanatus subsp. vaginatus
Holcus lanatus subsp. vaginatus é uma subespécie de planta com flor pertencente à família Poaceae. 
A autoridade científica da subespécie é (Willk. ex Pérez Lara) M.Seq. & Castrov., tendo sido publicada em Acta Bot. Malac. 31: 235. 2006.

## Portugal
Trata-se de uma subespécie presente no território português, nomeadamente em Portugal Continental e no Arquipélago dos Açores.
Em termos de naturalidade é nativa das duas regiões atrás indicadas.

## Protecção
Não se encontra protegida por legislação portuguesa ou da Comunidade Europeia.